# The Guilty (1947)
The Guilty ist ein US-amerikanischer Spielfilm von John Reinhardt aus dem Jahr 1947 mit Bonita Granville in der Hauptrolle. Der Film noir basiert auf der Kurzgeschichte Two Men in a Furnished Room von Cornell Woolrich und wurde durch den Ölmillionär Jack Wrather für seine Ehefrau Bonita Granville produziert.

## Handlung
Zwei Männer, Mike Carr und Johnny Dixon, die sich eine Wohnung teilen, treffen Zwillingsschwestern (beide gespielt von Bonita Granville in einer Doppelrolle). Die Handlung beginnt, als Johnny Estelle Mitchell kennenlernt und ihr näher kommt. Er findet jedoch heraus, dass Estelle sich auch mit anderen Männern einlässt und trifft sich stattdessen mit ihrer Zwillingsschwester Linda, die er als lieb und tugendhaft erkennt. Es kommt zwischen beiden Schwestern zu einem Konflikt um Johnny. Nachdem Linda ermordet wird, verdächtigt die Polizei Johnny. Schließlich stellt sich heraus, dass Mike der Mörder ist und die Schwestern verwechselt hat.

## Rezeption
The Guilty wurde am 10. November 2015 im Museum of Modern Art von einer vom UCLA Film & Television Archive vom 35mm-Nitrat-Dup-Negativ restaurierten Kopie vorgeführt. Der Film wurde dabei mit seiner guter Zwilling-schlechter Zwilling-Thematik als klassischer Film noir-Stoff bezeichnet.
Mit minimalem Budget für Monogram Pictures produziert, sei der Film ein Triumph für John Reinhardts Einfallsreichtum, schrieb das Museum of Modern Art. Der Kritiker Dennis Schwartz sieht die Zwillingsthematik allerdings in Robert Siodmaks Noir noir Der schwarze Falke in überlegener Art und Weise umgesetzt und bemängelt das überraschende Ende von The Guilty als wenig überzeugend. Eddie Muller, ein auf Noir spezialisierter Filmkritiker, sah The Gulty als Film, der in seiner schwitzigen und albtraumhaften Atmosphäre das Werk von Cornell Woolrich perfekt einfange.